# Sikou Niakaté
Sikou Niakaté (Montreuil, 10 luglio 1999) è un calciatore francese naturalizzato maliano, difensore del Braga e della nazionale maliana.

## Caratteristiche tecniche
È un difensore centrale.

## Carriera

### Club
Cresciuto nel settore giovanile del Valenciennes, ha esordito in prima squadra il 12 maggio 2017 in occasione dell'incontro di Ligue 2 pareggiato 0-0 contro l'Auxerre. Il 30 agosto 2018 è stato acquistato a titolo definitivo al Guingamp, che lo ha lasciato in prestito al club biancorosso per un'ulteriore stagione.
Il 12 agosto 2021 viene ceduto in prestito con diritto di riscatto al Metz.
Il 28 giugno 2022 viene ceduto in prestito con diritto di riscatto ai portoghesi del Braga.
Il 7 giugno 2023 fa ritorno al Braga, questa volta a titolo definitivo, firmando un contratto quinquennale.

### Nazionale
Convocato dalla nazionale under-19 francese nel dicembre 2015, due anni più tardi ha scelto di optare per il Mali rispondendo alla convocazione del CT Mohamed Magassouba. Esordisce con la selezione africana l'8 settembre 2023 nel successo per 4-0 contro il Sudan del Sud.

## Statistiche

### Presenze e reti nei club
Statistiche aggiornate al 4 gennaio 2025.
| Stagione            | Squadra             | Campionato          | Campionato | Campionato | Coppe nazionali | Coppe nazionali | Coppe nazionali | Coppe continentali | Coppe continentali | Coppe continentali | Altre coppe | Altre coppe | Altre coppe | Totale | Totale | Totale |
| Stagione            | Squadra             | Comp                | Pres       | Reti       | Comp            | Pres            | Reti            | Comp               | Pres               | Reti               | Comp        | Pres        | Reti        | Pres   | Reti   |        |
| ------------------- | ------------------- | ------------------- | ---------- | ---------- | --------------- | --------------- | --------------- | ------------------ | ------------------ | ------------------ | ----------- | ----------- | ----------- | ------ | ------ | ------ |
| 2016-2017           | Valenciennes        | L2                  | 5          | 0          | CF+CdL          | -               | -               | -                  | -                  | -                  | -           | -           | -           | 5      | 0      |        |
| 2017-2018           | Valenciennes        | L2                  | 24         | 0          | CF+CdL          | 1+3             | 0+0             | -                  | -                  | -                  | -           | -           | -           | 28     | 0      |        |
| 2018-2019           | Valenciennes        | L2                  | 14         | 0          | CF+CdL          | 2+0             | 0+0             | -                  | -                  | -                  | -           | -           | -           | 16     | 0      |        |
| Totale Valenciennes | Totale Valenciennes | Totale Valenciennes | 43         | 0          |                 | 6               | 0               |                    | -                  | -                  |             | -           | -           | 49     | 0      |        |
| 2019-2020           | Guingamp 2          | N2                  | 1          | 0          | -               | -               | -               | -                  | -                  | -                  | -           | -           | -           | 1      | 0      |        |
| 2019-2020           | Guingamp            | L2                  | 23         | 1          | CF+CdL          | 1+0             | 0+0             | -                  | -                  | -                  | -           | -           | -           | 24     | 1      |        |
| 2020-2021           | Guingamp            | L2                  | 31         | 1          | CF              | 0               | 0               | -                  | -                  | -                  | -           | -           | -           | 31     | 1      |        |
| Totale Guingamp     | Totale Guingamp     | Totale Guingamp     | 54         | 2          |                 | 1               | 0               |                    | -                  | -                  |             | -           | -           | 55     | 2      |        |
| 2021-2022           | Metz 2              | N2                  | 4          | 0          | -               | -               | -               | -                  | -                  | -                  | -           | -           | -           | 4      | 0      |        |
| 2021-2022           | Metz                | L1                  | 12         | 0          | CF              | 0               | 0               | -                  | -                  | -                  | -           | -           | -           | 12     | 0      |        |
| 2022-2023           | Braga               | PL                  | 26         | 3          | CP+CdL          | 3+2             | 0+0             | UEL+UECL           | 1+2                | 0+0                | -           | -           | -           | 34     | 3      |        |
| 2023-2024           | Braga               | PL                  | 19         | 0          | CP+CdL          | 1+1             | 0+1             | UCL+UEL            | 9+2                | 1+0                | -           | -           | -           | 32     | 2      |        |
| 2024-2025           | Braga               | PL                  | 16         | 1          | CP+CdL          | 3+1             | 0+1             | UEL                | 10                 | 1                  | -           | -           | -           | 30     | 3      |        |
| Totale Braga        | Totale Braga        | Totale Braga        | 61         | 4          |                 | 11              | 2               |                    | 24                 | 2                  |             | -           | -           | 96     | 8      |        |
| Totale carriera     | Totale carriera     | Totale carriera     | 175        | 6          |                 | 18              | 2               |                    | 24                 | 2                  |             | -           | -           | 217    | 10     |        |

### Cronologia presenze e reti in nazionale
| Cronologia completa delle presenze e delle reti in nazionale ― Mali | Cronologia completa delle presenze e delle reti in nazionale ― Mali | Cronologia completa delle presenze e delle reti in nazionale ― Mali | Cronologia completa delle presenze e delle reti in nazionale ― Mali | Cronologia completa delle presenze e delle reti in nazionale ― Mali | Cronologia completa delle presenze e delle reti in nazionale ― Mali | Cronologia completa delle presenze e delle reti in nazionale ― Mali | Cronologia completa delle presenze e delle reti in nazionale ― Mali |
| Data                                                                | Città                                                               | In casa                                                             | Risultato                                                           | Ospiti                                                              | Competizione                                                        | Reti                                                                | Note                                                                |
| ------------------------------------------------------------------- | ------------------------------------------------------------------- | ------------------------------------------------------------------- | ------------------------------------------------------------------- | ------------------------------------------------------------------- | ------------------------------------------------------------------- | ------------------------------------------------------------------- | ------------------------------------------------------------------- |
| 8-9-2023                                                            | Bamako                                                              | Mali                                                                | 4 – 0                                                               | Sudan del Sud                                                       | Qual. Coppa d'Africa 2023                                           | -                                                                   |                                                                     |
| 17-10-2023                                                          | Portimão                                                            | Arabia Saudita                                                      | 1 – 3                                                               | Mali                                                                | Amichevole                                                          | -                                                                   |                                                                     |
| 17-11-2023                                                          | Bamako                                                              | Mali                                                                | 3 – 1                                                               | Ciad                                                                | Qual. Mondiali 2026                                                 | -                                                                   |                                                                     |
| 20-11-2023                                                          | Bamako                                                              | Mali                                                                | 1 – 1                                                               | Rep. Centrafricana                                                  | Qual. Mondiali 2026                                                 | -                                                                   |                                                                     |
| 16-1-2024                                                           | Korhogo                                                             | Mali                                                                | 2 – 0                                                               | Sudafrica                                                           | Coppa d'Africa 2023 - 1º turno                                      | -                                                                   | 18’                                                                 |
| 20-1-2024                                                           | Korhogo                                                             | Tunisia                                                             | 1 – 1                                                               | Mali                                                                | Coppa d'Africa 2023 - 1º turno                                      | -                                                                   |                                                                     |
| 24-1-2024                                                           | San-Pédro                                                           | Namibia                                                             | 0 – 0                                                               | Mali                                                                | Coppa d'Africa 2023 - 1º turno                                      | -                                                                   |                                                                     |
| 30-1-2024                                                           | Korhogo                                                             | Mali                                                                | 2 – 1                                                               | Burkina Faso                                                        | Coppa d'Africa 2023 - Ottavi di finale                              | -                                                                   |                                                                     |
| 3-2-2024                                                            | Bouaké                                                              | Mali                                                                | 1 – 2 dts                                                           | Costa d'Avorio                                                      | Coppa d'Africa 2023 - Quarti di finale                              | -                                                                   |                                                                     |
| 6-6-2024                                                            | Bamako                                                              | Mali                                                                | 1 – 2                                                               | Ghana                                                               | Qual. Mondiali 2026                                                 | -                                                                   |                                                                     |
| 19-11-2024                                                          | Bamako                                                              | Mali                                                                | 6 – 0                                                               | eSwatini                                                            | Qual. Coppa d'Africa 2025                                           | -                                                                   |                                                                     |
| 20-3-2025                                                           | Berkane                                                             | Comore                                                              | 0 – 3                                                               | Mali                                                                | Qual. Mondiali 2026                                                 | -                                                                   |                                                                     |
| 24-3-2025                                                           | Casablanca                                                          | Rep. Centrafricana                                                  | 0 – 0                                                               | Mali                                                                | Qual. Mondiali 2026                                                 | -                                                                   |                                                                     |
| Totale                                                              |                                                                     | Presenze                                                            | 13                                                                  |                                                                     | Reti                                                                | 0                                                                   |                                                                     |

## Palmarès

### Club

#### Competizioni nazionali
- Coppa di Lega portoghese: 1

Braga: 2023-2024